# Соколяне
Соколя́не (болг. Соколяне) — село в Кирджалійській області Болгарії. Входить до складу общини Кирджалі.

## Населення
За даними перепису населення 2011 року у селі проживали 266 осіб, з них 259 осіб (99,6%) — турки.
Розподіл населення за віком у 2011 році:
Динаміка населення: